# 伊爾姆河
伊爾姆河（德語：Ilm，發音：[ɪlm] ⓘ）是德國的河流，位於巴伐利亞，屬於阿本斯河的左支流，河道全長82公里，發源自阿尔托明斯特附近，河畔城鎮有希尔格茨豪森-坦登、赖谢茨豪森、蓋森費爾德和多瑙河畔福堡。

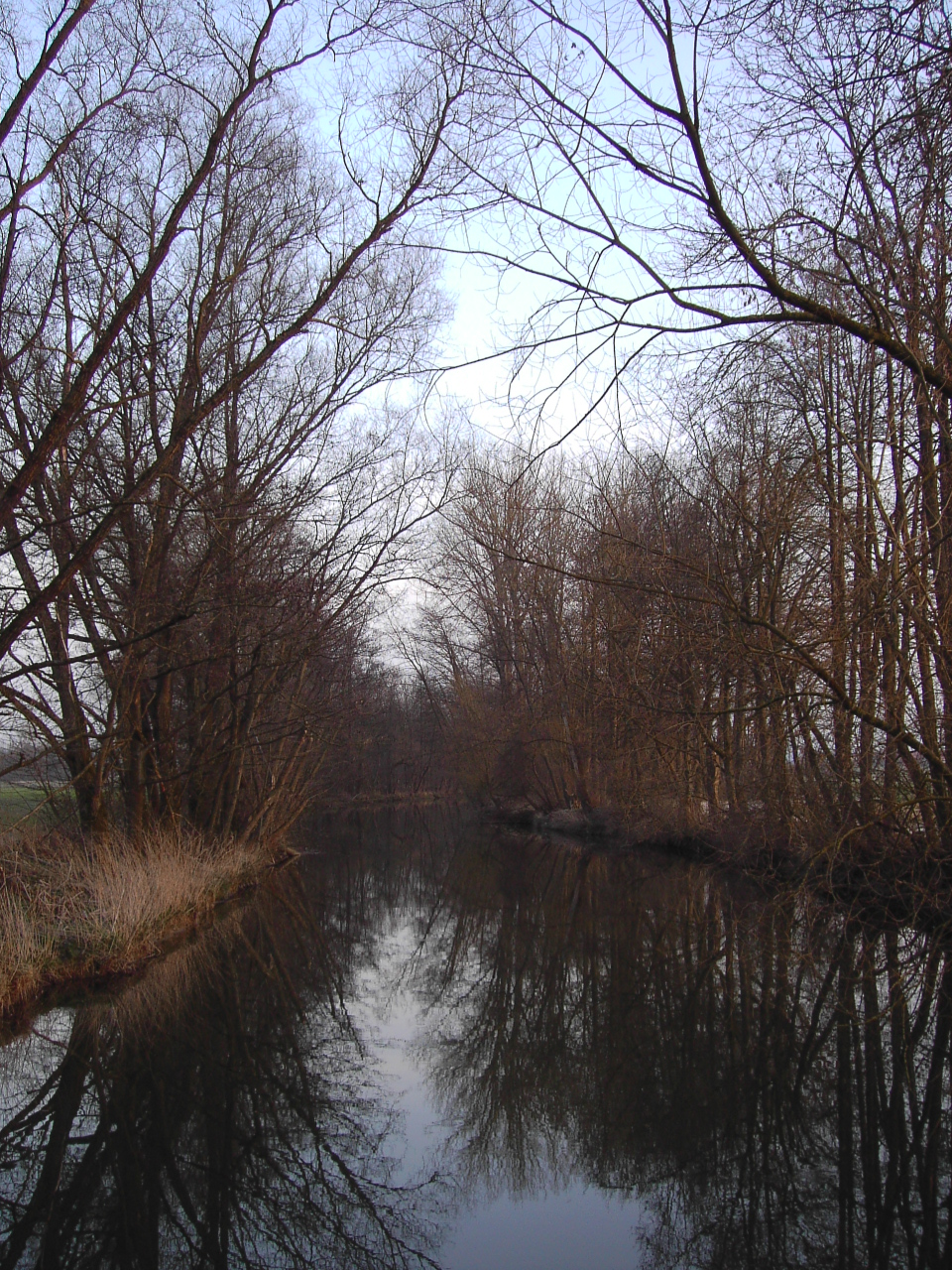